# Philipp van Dievoet
Philipp van Dievoet (* 1654 in Brüssel; † 1738 in Paris) war ein Goldschmied und Berater von König Ludwig XIV.
Er ist der Bruder des Bildhauers Peter van Dievoet.